# Фрањо Џал
Фрањо Џал (Бихаћ, 9. априла 1906 – Београд септембар 1945) био је хрватски пилот. 

## Биографија
Основну школу и гимназију је завршио у родном Бихаћу, а нижу школу војне академије 1924. у Београду. Као припадник Југословенске војске завршио је школовање за пилота ловца. 
Априлски рат 1941. га је затекао са чином мајора на месту помоћника заповедника петог ваздухопловног пука у Нишу. Након слома Краљевине Југославије прешао је у Ратно ваздухопловство у НДХ где је добио чин пуковника. Као заповедник четврте ловачке групе Хрватске ваздухопловне легије учествовао је на Стаљинградском фронту где је однео 56 ваздушних победа над совјетским пилотима. 
Након пораза НДХ је заробљен, а врховни суд ДФЈ у Београду га је осудио на смрт у септембру 1945.